# Bonnard (Yonne)
Bonnard è un comune francese di 943 abitanti situato nel dipartimento della Yonne nella regione della Borgogna-Franca Contea.

## Società

### Evoluzione demografica
Abitanti censiti